# Ursula Völker
Ursula Völker (* im 20. Jahrhundert) ist oder war eine deutsche Schauspielerin.

## Leben
Völker war vor allem auf der Bühne und weniger im Film tätig. 1937 trat sie im Film Daphne und der Diplomat in einer Nebenrolle auf und 1938 im Film Was tun, Sybille? in der Rolle einer Primanerin.